# 金鹤乡
金鹤乡，是中华人民共和国四川省遂宁市射洪市曾经下辖的一个乡。2019年9月，撤销复桥镇，将其所属行政区域划归龙凤镇管辖。

## 行政区划
金鹤乡撤销前下辖以下地区：
金山社区、檀木村、海棠村、逍遥村、石鱼村、才子村、白店村、文家坝村、南井村、木城村、长房村、老马村、金台村、李家沟村和十柏村。